# Nazionale maschile under 20 di calcio degli Emirati Arabi Uniti
La nazionale di calcio degli Emirati Arabi Uniti Under-20 è la squadra di calcio nazionale giovanile dell'omonimo stato asiatico ed è posta sotto l'egida della Federazione calcistica degli Emirati Arabi Uniti.
La squadra vanta tre partecipazioni al campionato mondiale di calcio Under-20 nel 1997, nel 2003 e nel 2009 e nelle ultime due edizioni la squadra ha raggiunto i quarti di finale.
Invece nel AFC Youth Championship la squadra vanta ben 11 presenza, la prima nel 1982.Come miglior risultato la squadra vanta due terzi posto nel 1985 e nel 1996 invece nel 2008 la squadra si è aggiudicato il suo primo titolo asiatico di categoria.

## Mondiali under-20
| Anno | Luogo               | Piazzamento      | V | N | P | Gol  |
| ---- | ------------------- | ---------------- | - | - | - | ---- |
| 1977 | Tunisia             | Non iscritta     | - | - | - | -    |
| 1979 | Giappone            | Non iscritta     | - | - | - | -    |
| 1981 | Australia           | Non iscritta     | - | - | - | -    |
| 1983 | Messico             | Non qualificata  | - | - | - | -    |
| 1985 | Unione Sovietica    | Non qualificata  | - | - | - | -    |
| 1987 | Cile                | Non qualificata  | - | - | - | -    |
| 1989 | Arabia Saudita      | Non qualificata  | - | - | - | -    |
| 1991 | Portogallo          | Non qualificata  | - | - | - | -    |
| 1993 | Australia           | Non qualificata  | - | - | - | -    |
| 1995 | Qatar               | Non qualificata  | - | - | - | -    |
| 1997 | Malaysia            | Ottavi di Finale | 1 | 0 | 3 | 2:13 |
| 1999 | Nigeria             | Non qualificata  | - | - | - | -    |
| 2001 | Argentina           | Non qualificata  | - | - | - | -    |
| 2003 | Emirati Arabi Uniti | Quarti di Finale | 2 | 1 | 2 | 4:6  |
| 2005 | Paesi Bassi         | Non qualificata  | - | - | - | -    |
| 2007 | Canada              | Non qualificata  | - | - | - | -    |
| 2009 | Egitto              | Quarti di Finale | 2 | 1 | 2 | 7:7  |
| 2011 | Colombia            | Non qualificata  | - | - | - | -    |
| 2013 | Turchia             | Non qualificata  | - | - | - | -    |
| 2015 | Nuova Zelanda       | Non qualificata  | - | - | - | -    |
| 2017 | Corea del Sud       | Non qualificata  | - | - | - | -    |
| 2019 | Polonia             | Non qualificata  | - | - | - | -    |

## AFC Youth Championship
| Nazione ospitante / Anno | Round            |
| ------------------------ | ---------------- |
| 1982                     | Quarto Posto     |
| 1985                     | Terzo Posto      |
| 1986                     | Non qualificata  |
| 1988                     | Quarto Posto     |
| 1990                     | Non qualificata  |
| 1992                     | Quarto Posto     |
| 1994                     | Non qualificata  |
| 1996                     | Terzo Posto      |
| 1998                     | Non qualificata  |
| 2000                     | Primo turno      |
| 2002                     | Quarti di finale |
| 2004                     | Non qualificata  |
| 2006                     | Primo turno      |
| 2008                     | Campioni         |
| 2010                     | Quarti di finale |
| 2012                     | Primo turno      |
| 2014                     | Quarti di finale |
| 2016                     | Primo turno      |
| 2018                     | Primo turno      |

## Allenatore
| Allenatore               | Dal      | Al       |
| ------------------------ | -------- | -------- |
| Khalifa Mubarak AlShamsi | 2004     | 2006     |
| Jackie Bhonfeh           | 2006     | 2007     |
| Jumaa Rabea Mubarak      | 2007     | 2008     |
| Khaled Ben Yahia         | Lug 2008 | Ott 2008 |
| Mahdi Redha              | Ott 2008 | 2009     |

## Tutte le rose

### Mondiali
Campionato del mondo Under-20 19971 Al-Hammadi, 2 Al-Mekaini, 3 Abdulla, 4 Murad, 5 Al-Arami, 6 Al-Shaamsi, 7 Al-Sharhan, 8 Fakher, 9 Y. Al-Baloushi, 10 Ali, 11 Saad, 12 Abulla, 13 Al-Zaabi, 14 Ahmed, 15 Kazim, 16 M. Al-Baloushi, 17 Al-Yarees, 18 Al-Kuwaiti, CT: Juričić
Campionato del mondo Under-20 20031 S. Abdulla, 2 A. Ahmad, 3 Jaber, 4 A. Abdulla, 5 Al-Zaabi, 6 Hassan, 7 Al-Wehaibi, 8 Mubarak, 9 Abdulhadi, 10 Matar, 11 Hamad, 12 Zayed, 13 D. Ahmad, 14 M. Abdulla, 15 Ahmed, 16 Ali, 17 Juma, 18 A. Malallah, 19 M. Malallah, 20 A. Sultan, CT: Jodar
Campionato del mondo Under-20 20091 Y. Abdulrahman, 2 Surour, 3 Saeed, 4 Marzooq, 5 A. Abdulrahman, 6 Jamal, 7 Mabkhout, 8 Al Kamali, 9 A. Ali, 10 Awana, 11 Khalil, 12 Fardan, 13 Mahmoud, 14 Sanqour, 15 Jassim, 16 Fayez, 17 Yousef, 18 Fawzi, 19 Ahmed, 20 Hussain, 21 Al Menhali, CT: Redha